# Harpgoxenus
Harpgoxenus é um gênero de insetos, pertencente a família Formicidae.

## Espécies
- Harpgoxenus zaisanicus Pisarski, 1963